# Phytomyxea
Phytomyxea, плазмодиофориде, су група протиста из царства Rhizaria. Ови организми паразитирају на биљкама или хетероконтним алгама, где се најчешће развијају унутар биљних ћелија, узрокујући разрастање (хипертрофију) ткива. Под именом плазмодиофориде се обично не подразумева и водени род Phagomyxa.

## Животни циклус
Животни циклус плазмодиофориде може бити веома сложен. Код рода Plasmodiophora из трајних спора се развијају слободноживеће ћелије — зооспоре, са једним једром и два бича (понекад и са екструзомом који служи за продирање у домаћина). Зооспоре хемотактично проналазе домаћина, улазе у његове ћелије, где расту у мање плазмодије. Из ових плазмодија се митотички одвајају зооспоре и напуштају домаћина, да би у одређеном тренутку фузионисале у диплоидне зооспоре (поседују двоструко већи број једара, али и бичева). Ове зооспоре поново нападају домаћина, унутар кога расту у секундарну плазмодију. У секундарној плазмодији се мејотичким деобама стварају хаплоидне трајне споре, које у спољашњу средину долазе након труљења домаћина.

## Значај
Група Phytomyxea обухвата облигатне паразите фотосинтетских организама те им је значај велики у свим екосистемима које насељавају, услед евентуалног смањења примарне продукције материје у екосистему.
Економски веома значајни паразити из ове групе организама су:
- , узрочник болести познате под именом „кила купуса",
- , узрочник „прашне краставости кромпира"
- врсте рода Polymyxa, које саме не наносе велике штете пољопривреди, али су преносиоци бројних биљних вируса[2].

## Класификација
Класа Phytomyxea обухвата једанаест родова: